# 2015 în jocuri video
Acest articol prezintă evenimente importante legate de jocuri video din anul 2015. Vezi și istoria jocurilor video.

## Evenimente
Anul 2015 a avut lansări a numeroase jocuri video, precum și o continuare a consolei portabile 3DS de la Nintendo, New Nintendo 3DS. Multe premii au primit jocuri ca  Metal Gear Solid V: The Phantom Pain, The Witcher 3: Wild Hunt, Bloodborne,  Undertale sau Fallout 4.
Vânzările de jocuri video în 2015 au ajuns la 61 de miliarde de dolari americani, potrivit firmei de analiză SuperData, o creștere de 8% față de 2014. Dintre acestea, cel mai mare sector a fost vânzările de jocuri pe calculator și serviciile de abonament, reprezentând 32 de miliarde de dolari. Veniturile din jocurile mobile au fost de 25,1 miliarde dolari, o creștere cu 10% față de 2014. Vânzările digitale pe console au reprezentat restul de 4 miliarde dolari.

### Serii cu jocuri noi
Seriile în care au apărut jocuri noi sunt: Anno, Assassin's Creed, Batman: Arkham, Battlefield, Call of Duty, Disgaea, Dirt, Fallout, Fatal Frame,  Five Nights at Freddy's, Forza Motorsport, Guitar Hero, Halo, Heroes of Might and Magic, Hotline Miami, Just Cause, King's Quest, Kirby, Magicka, Mario Party, Mario vs. Donkey Kong, Mario & Luigi, Metal Gear, Minecraft, Mortal Kombat, Need for Speed, OlliOlli, Resident Evil, Rock Band, StarCraft, Star Wars: Battlefront, Tales, The Witcher, Tomb Raider, Tom Clancy's Rainbow Six, Tony Hawk's Pro Skater, Total War, Toy Soldiers, Xenoblade Chronicles, Yakuza sau Yoshi.